# David Gottlob von Gersdorf
David Gottlob von Gersdorf (* 1658 in Breitungen bei Magdeburg; † 21. Juli 1732 in Spandau) war ein preußischer Generalleutnant, Chef des Infanterie-Regiments Nr. 18 und Gouverneur der Zitadelle Spandau. Er war Ritter des Schwarzen Adlerordens, Amtshauptmann von Zinna und Erbherr von Schulzendorf und Schmöckwitz.

## Leben
Seine Eltern waren Heinrich von Gersdorf – der erst später nach Thüringen kam – und Catharina Elisabeth von Byla. Da sein Vater kein reicher Mann war, ging er 1681 in den kurbrandenburgische Kriegsdienst. Schon 1683 war er Fähnrich der Garde und 1687 wurde er Leutnant. Im Jahre 1692 wurde er Kapitän im 4. Bataillon der kurmärkischen Garde, 1696 wurde er Major, 1705 Oberstleutnant der Grenadiergarde und 1707 Oberst. Am 20. September 1709 wurde er zum Generalmajor und am 23. Mai 1719 wurde er zum Generalleutnant ernannt.
Am 3. Mai 1706 wurde ihm von König Friedrich Wilhelm I. die Anwartschaft auf die Stelle des Amtshauptmann von Zinna gewährt. Als der Amtsinhaber von Cratz am 11. Januar 1711 starb, übernahm er die Stelle. 1716 erhielt er das Regiment Nr. 18 (Tettau), das er 1731 an Georg Volrath von Kröcher abgab. 1723 wurde er Gouverneur von Spandau. 1728 wurde ihm von König zudem der Schwarze Adlerorden verliehen.
Er war an den Feldzügen am Rhein und in Italien beteiligt und war 1715 als Generalmajor bei der Belagerung von Stralsund verantwortlich. Dort verteidigte er ein erobertes Hornwerk erfolgreich gegen einen schwedischen Ausfall.

## Familie
Er war seit dem 1. Oktober 1696 mit Margarethe Elisabeth von Rhetz († 6. Oktober 1748) der Tochter des Juristen Johann Friedrich von Rhetz (* 1633; † 6. Oktober 1707) und Katharina Elisabeth von Dechen (Decher) verheiratet. Sein Sohn fiel am 20. Juni 1719 als Freiwilliger der kaiserlichen Armee in der Schlacht bei Francavilla auf Sizilien. Die Tochter Katharina Louise (1700–1728) war mit dem Minister Adam Otto von Viereck verheiratet.